# 勿忘草色
勿忘草色（わすれなぐさいろ）はJIS色彩規格に規定されている慣用色名の一つ。勿忘草の花のような明るい青色である。

## 概要

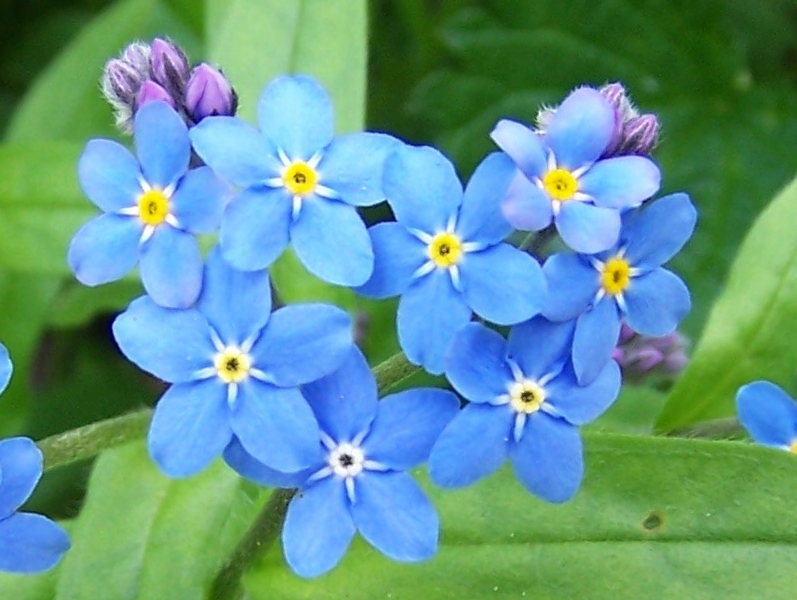
ワスレナグサ

ムラサキ科の植物であるワスレナグサの花弁のような水色。JIS Z 8102において「慣用色名」の1つとして系統色名で「やわらかい青」と定義されている。また、マンセル値は、3PB 7/6としてある。